# Parataracticus rubidus
Parataracticus rubidus är en tvåvingeart som beskrevs av Cole 1924. Parataracticus rubidus ingår i släktet Parataracticus och familjen rovflugor.
Artens utbredningsområde är Kalifornien. Inga underarter finns listade i Catalogue of Life.